# King’s Quest II: Romancing the Throne
King’s Quest II: Romancing the Throne – komputerowa gra przygodowa wydana w 1985 przez Sierra Entertainment. Jest to sequel gry King’s Quest: Quest for the Crown.
W 1987 gra została ponownie wydana z poprawioną grafiką EGA.

## Fabuła
Sir Graham, bohater pierwszej części serii został królem Daventry po śmierci króla Edwarda. Pewnego dnia widzi w magicznym lustrze piękną kobietę uwięzioną w wieży z kości słoniowej. Będąc urzeczony przez nią przenosi się do świata Kolyma. W czasie swojej podróży musi znaleźć trzy magiczne klucze, które pozwolą mu uratować księżniczkę.